# Departamento de Estradas de Rodagem do Estado de São Paulo

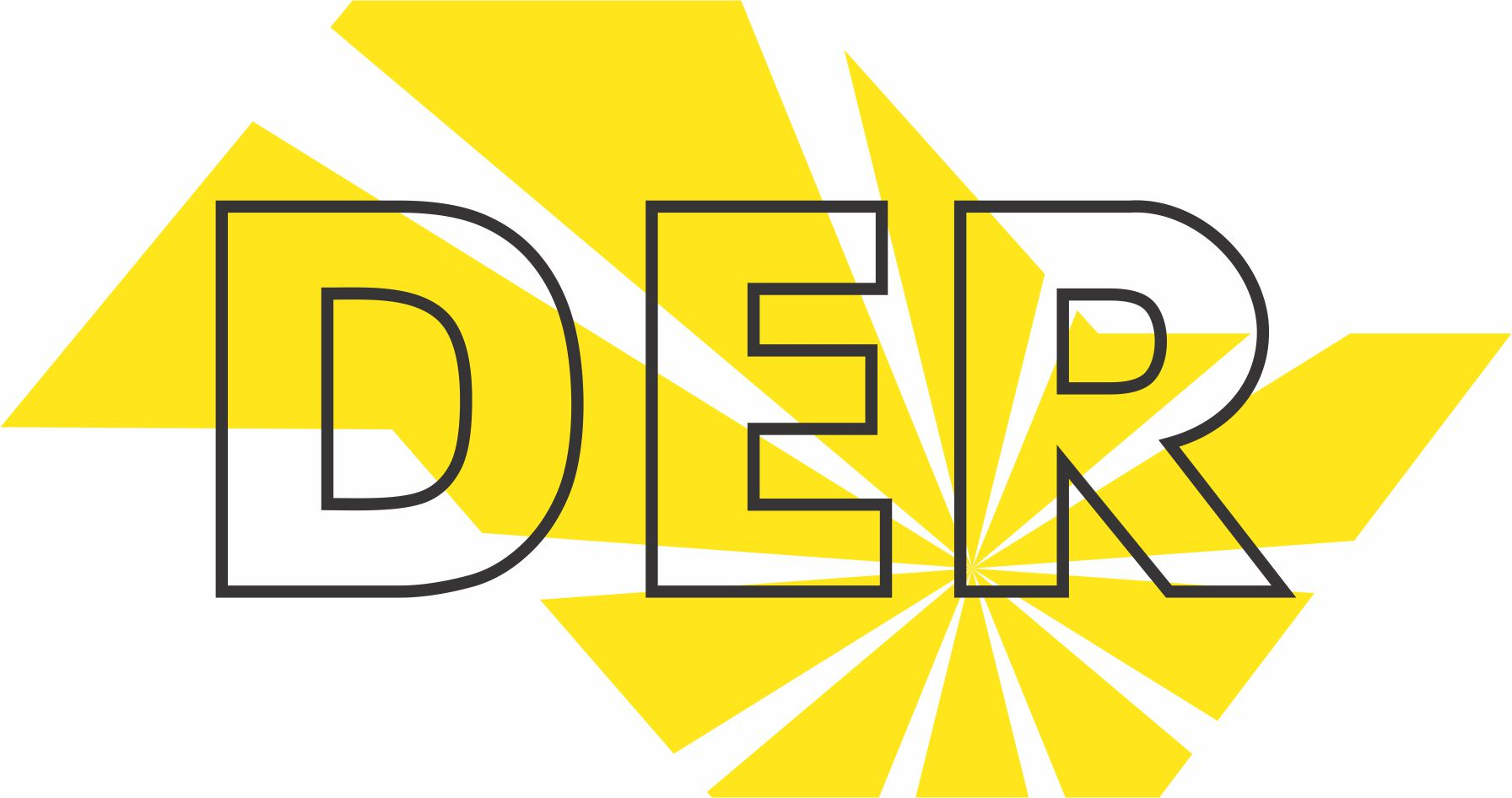
Logo do Departamento de Estradas de Rodagem do Estado de São Paulo.

O Departamento de Estradas de Rodagem do Estado de São Paulo (DER-SP) é uma autarquia do Governo do Estado de São Paulo que tem a função de administrar o sistema rodoviário estadual, além da integração com as rodovias municipais e federais e interação com outros meios de transporte, com o fim maior de atender o usuário e carga.
O DER realiza campanhas educativas com o fim de reduzir o número de vítimas de acidentes nas rodovias do estado.

## Criação
Foi criado em 2 de julho de 1934 (Decreto nº 6529) que, posteriormente, em 26 de dezembro de 1946 (Decreto nº 16.546), se tornou Autarquia, subordinada à Secretaria de Viação e Obras Públicas, até 19 de fevereiro de 1963, quando esta se desmembrou em Secretaria de Estado dos Negócios de Obras e Meio Ambiente e Secretaria de Estado dos Negócios dos Transportes, ficando o DER, subordinado a esta última, situação que permanece até hoje.
Construiu entre 1936 e 1953 as Rodovia Anchieta, Rodovia Anhanguera e Rodovia Washington Luís.
Em 2019, durante o feriado prolongado de Proclamação da República, as estradas administradas pelo DER recebem mais de 1 milhão de veículos.

## Divisões e subdivisões
É dividido em quatorze regionais, que são subdivididas em residências de conservação:

### DR-01 - Campinas
- R.C.1.1 - Campinas
- R.C.1.2 - Jundiaí
- R.C.1.3 - Bragança Paulista
- R.C.1.4 - Amparo
- R.C.1.5 - Atibaia

### DR-02 - Itapetininga
- R.C.2.1 - Itapetininga
- R.C.2.2 - Capão Bonito
- R.C.2.3 - Piedade
- R.C.2.4 - Itapeva
- R.C.2.5 - Sorocaba
- R.C.2.6 - Tietê
- R.C.2.7 - Avaré
- R.C.2.8 - Tatuí

### DR-03 - Bauru
- R.C.3.1 - Bauru
- R.C.3.2 - Jaú
- R.C.3.3 - Pirajuí
- R.C.3.4 - Botucatu

### DR-04 - Araraquara
- R.C.4.1 - Araraquara
- R.C.4.2 - São Carlos
- R.C.4.3 - Jaboticabal

### DR-05 - Cubatão
- R.C.5.1 - Pedro de Toledo
- R.C.5.3 - Pariquera-Açu
- R.C.5.4 - Cubatão

### DR-06 - Taubaté
- R.C.6.1 - São José dos Campos
- R.C.6.2 - Taubaté
- R.C.6.3 - Cachoeira Paulista
- R.C.6.4 - Caraguatatuba

### DR-07 - Assis
- R.C.7.1 - Assis
- R.C.7.2 - Tupã
- R.C.7.3 - Marília
- R.C.7.4 - Piraju

### DR-08 - Ribeirão Preto
- R.C.8.1 - São Simão
- R.C.8.2 - Ribeirão Preto
- R.C.8.3 - Franca
- R.C.8.4 - São Joaquim da Barra

### DR-09 - São José do Rio Preto
- R.C.9.1 - Catanduva
- R.C.9.2 - Votuporanga
- R.C.9.3 - São José do Rio Preto
- R.C.9.4 - Jales

### DR-10 - São Paulo
- R.C.10.1 - São Bernardo do Campo
- R.C.10.2 - Cotia
- R.C.10.3 - Cajamar
- R.C.10.4 - Mogi das Cruzes

### DR-11 - Araçatuba
- R.C.11.1 - Araçatuba
- R.C.11.2 - Penápolis
- R.C.11.3 - Pereira Barreto

### DR-12 - Presidente Prudente
- R.C.12.1 - Presidente Prudente
- R.C.12.2 - Presidente Venceslau
- R.C.12.3 - Dracena
- R.C.12.4 - Rancharia

### DR-13 - Rio Claro
- R.C.13.1 - Rio Claro
- R.C.13.2 - Piracicaba
- R.C.13.3 - Pirassununga
- R.C.13.4 - São João da Boa Vista
- R.C.13.5 - São José do Rio Pardo

### DR-14 - Barretos
- R.C.14.1 - Barretos
- R.C.14.2 - Bebedouro
- R.C.14.3 - Olímpia